# Paraceresa unguicularis
Paraceresa unguicularis är en insektsart som beskrevs av Carl Stål. Paraceresa unguicularis ingår i släktet Paraceresa och familjen hornstritar. Inga underarter finns listade i Catalogue of Life.